# 道爾頓 (加利福尼亞州)
道爾頓（英語：Daulton）是位於美國加利福尼亞州馬德拉縣的一個非建制地區。該地的面積和人口皆未知。

## 地理
道爾頓的座標為37°07′09″N 119°58′56″W / 37.11917°N 119.98222°W，而該地的平均海拔高度為123米（即404英尺）。